# Rautes (povo)

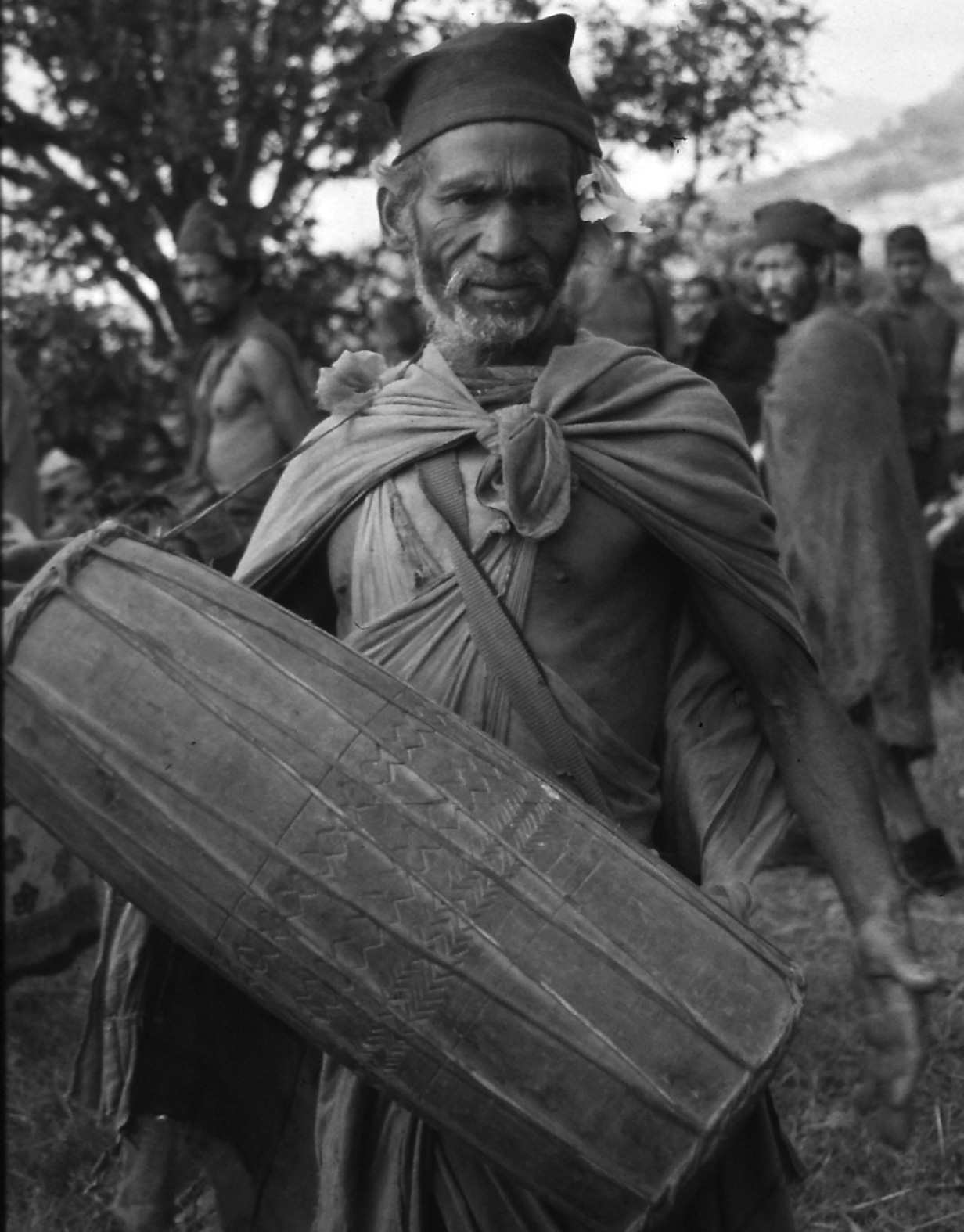
homens Rautes mais velhos com tambores em dança pública no Distrito de Jajarko, Nepal. Foto: J.Fortier

Os rautes são um grupo étnico de nômades oficialmente reconhecidos pelo Governo do Nepal. São conhecidos pela caça de subsistência 
coletam tubérculos silvestres, frutas e verduras regularmente. Para obter grãos (arroz), ferro, tecidos e joias, esculpem tigelas e caixas de madeira para trocar por mercadorias dos agricultores locais. Eles não vendem outros produtos florestai nem plantas medicinais. Os Raute não compartilham sua língua, estratégias de caça e práticas de culto a outros aldeões para manter sua pureza cultural. Atualmente, estão aceitando presentes e subsídios do governo e de organizações não governamentais regularmente.
Sua população foi estimada em cerca de 650 no Nepal pelo Censo de 2011. Sãos que vivem em pequenos assentamentos nas regiões do oeste do Nepal. A maioria foi assentada à força pelo governo do Nepal, mas há cerca de 150 que são Rautes nômades Raute, que, até 2016, ainda optavm por viver vida nômade. O governo do Nepal permitiu que eles cortassem pequenas árvores em florestas estatais necessárias para os postes na montagem de suas tendas, o que muitas vezes os coloca em atrito com a população local. s Raute deslocam-se de um lugar para outro, não passando mais de 4 a 5 meses em um local de cada vez, e muitas vezes não mais do que alguns dias, em busca de melhores fontes de água ou de aldeias onde possam vender seus produtos de madeira para alimentos básicos.
A língua raute é chamada de "Raute" na maioria dos estudos e, às vezes, de "Khamci", que significa "nossa conversa" em alguns outros estudos. Está intimamente relacionado com a língua falada por dois grupos étnicos relacionados, os Ban Raji ("Pequenos Governantes da Floresta") e Raji ("Pequenos Governantes") da mesma região (Fortier e Rastogi 2004).
Os Rautes enfatizam que desejam permanecer coletores em tempo integral e não se assimilar à população agrícola do entorno.

## Princípios
O povo Raute enfatiza que sua existência contínua é baseada em três princípios:
- Permanecer nômade
- Continuando sua própria cultura nativa, língua e educação
- Restantes caçadores-coletores